# OK Liga Plata 2024-25
La OK Liga Plata 2024-25 fue la 56.ª edición del torneo de segundo nivel del campeonato español de hockey sobre patines. Fue organizada por la Real Federación Española de Patinaje. 

### Sistema de competición
Dos grupos de 12 equipos. Liga regular La OK Liga Plata constará de dos grupos. Grupo A (Norte) y Grupo B (Sur). Cada Grupo constará de 12 equipos. Cada Grupo jugará una liga regular todos contra todos a doble vuelta.
Composición de los grupos: Grupo A (Norte) El grupo A estará compuesto por los equipo con derecho a participar en la categoría pertenecientes a: Federación Gallega de Patinaje, Federación de Patinaje del Principado de Asturias, Federación Cántabra de Patinaje, Federación Vasca de Patinaje, Federación Navarra de Patinaje, Federación de Patinaje de Castilla y León, Federación Aragonesa de Patinaje más equipos de la Federación Catalana de Patinaje hasta completar las 12 plazas que ha de tener el Grupo.
Grupo B (Sur). El grupo B estará compuesto por los equipo con derecho a participar en la categoría pertenecientes a: Federación Madrileña de Patinaje, Federación Andaluza de Patinaje, Federación Extremeña de Patinaje, Federación de Patinaje de la Comunidad Valenciana más equipos de la Federación Catalana de Patinaje hasta completar las 12 plazas que hade tener el Grupo.
Ascensos a OK Liga Los primeros clasificados de cada grupo al finalizar la competición ascenderán directamente a OK Liga. Los segundos clasificados de cada grupo al finalizar la competición jugarán una eliminatoria entre ellos a doble partido. El vencedor de esta eliminatoria ascenderá a OK liga. En el caso de que al final del tiempo reglamentario del segundo de los partidos existiera un empate en el cómputo de goles a favor se desempataría la eliminatoria mediante una prórroga y si fuera necesario, lanzamientos de penaltis).
Descenderán a liga autonómica los dos últimos equipos clasificados de cada grupo (norte y sur) al finalizar la competicióna la categoría autonómica OK Liga Bronce y ascenderán a OK Liga Plata tres equipos procedentes de la OK Liga Bronce y Un equipo propuesto por la Federación Catalana de Patinaje.

## Clasificación

### Grupo Norte
|                                                                   | Equipo                  | Puntos | J  | G  | E | P  | GF  | GC  | DG  | PEN |
| ----------------------------------------------------------------- | ----------------------- | ------ | -- | -- | - | -- | --- | --- | --- | --- |
| 1                                                                 | SHUM Maçanet            | 52     | 20 | 16 | 4 | 0  | 94  | 50  | 44  |     |
| 2                                                                 | CH Cerdanyola           | 51     | 20 | 17 | 0 | 3  | 124 | 58  | 66  |     |
| 3                                                                 | CH MATARÓ               | 37     | 20 | 11 | 4 | 5  | 85  | 59  | 26  |     |
| 4                                                                 | Club d'Esports Vendrell | 32     | 20 | 10 | 2 | 8  | 63  | 59  | 4   |     |
| 5                                                                 | SIMAR IGUALADA HC       | 29     | 20 | 8  | 5 | 7  | 73  | 59  | 14  |     |
| 6                                                                 | CP Tordera              | 29     | 20 | 8  | 5 | 7  | 56  | 70  | -14 |     |
| 7                                                                 | SD Espanyol             | 26     | 20 | 8  | 5 | 7  | 59  | 73  | -14 | -3  |
| 8                                                                 | Club Compañía de María  | 25     | 20 | 7  | 4 | 9  | 63  | 62  | 1   |     |
| 9                                                                 | Oxigen PHC Sant Cugat   | 20     | 20 | 5  | 5 | 10 | 61  | 66  | -5  |     |
| 10                                                                | CAA Dominicos           | 13     | 20 | 3  | 4 | 13 | 56  | 76  | -20 |     |
| 11                                                                | Oviedo RHC              | 11     | 20 | 3  | 2 | 15 | 41  | 104 | -63 |     |
| 12                                                                | CHP Sant Feliu          | 10     | 20 | 2  | 4 | 14 | 39  | 78  | -39 |     |
| Fuente: Federación Española de Patinaje; actualización automática |                         |        |    |    |   |    |     |     |     |     |

### Grupo Sur
|                                                                   | Equipo | Puntos | J | G | E | P | GF | GC | DG | PEN |
| ----------------------------------------------------------------- | ------ | ------ | - | - | - | - | -- | -- | -- | --- |
|                                                                   |        |        |   |   |   |   |    |    |    |     |
|                                                                   |        |        |   |   |   |   |    |    |    |     |
|                                                                   |        |        |   |   |   |   |    |    |    |     |
|                                                                   |        |        |   |   |   |   |    |    |    |     |
|                                                                   |        |        |   |   |   |   |    |    |    |     |
|                                                                   |        |        |   |   |   |   |    |    |    |     |
|                                                                   |        |        |   |   |   |   |    |    |    |     |
|                                                                   |        |        |   |   |   |   |    |    |    |     |
|                                                                   |        |        |   |   |   |   |    |    |    |     |
|                                                                   |        |        |   |   |   |   |    |    |    |     |
|                                                                   |        |        |   |   |   |   |    |    |    |     |
|                                                                   |        |        |   |   |   |   |    |    |    |     |
| Fuente: Federación Española de Patinaje; actualización automática |        |        |   |   |   |   |    |    |    |     |

## Eliminatoria
|  | Final  |  |  |  |  |
|  |        |  |  |  |  |
|  | 2.º GN |  |  |  |  |
|  |        |  |  |  |  |
|  | 2.º GS |  |  |  |  |
|  |        |  |  |  |  |